# Kastell Râu Vadului

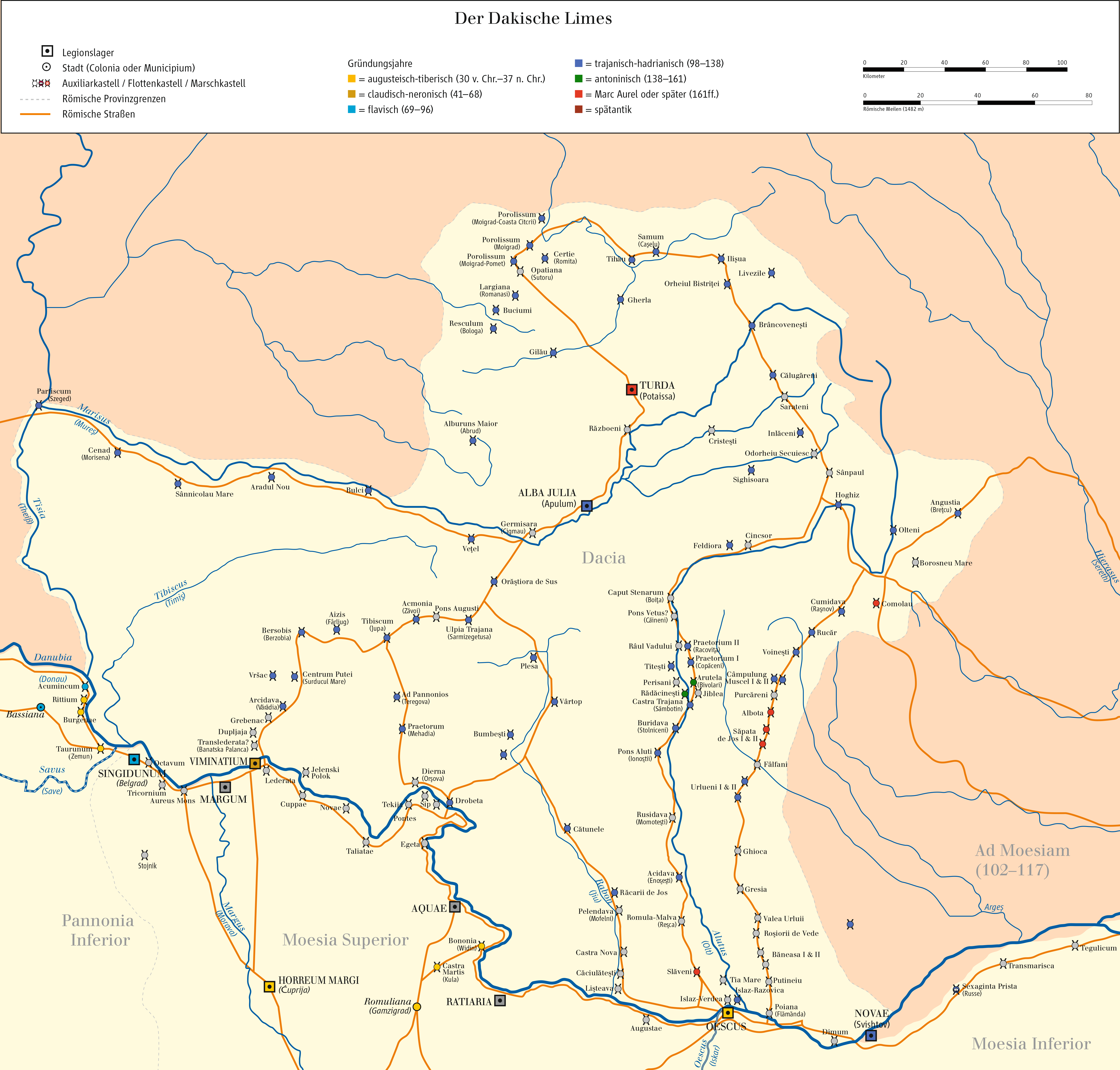
Pons Vetus im Verlauf der dakischen Limites

Das Kastell Râu Vadului ist ein vermutetes römisches Hilfstruppenlager am Rand von Râu Vadului, einem Weiler in der zum Kreis Vâlcea gehörenden Gemeinde Câineni in der rumänischen Region Kleine Walachei. In antiker Zeit war es ein Kastell des Limes Alutanus und gehörte administrativ zur Provinz Dacia superior, später zur Dacia Malvensis.

## Erkenntnisse
Die Fundstelle liegt nördlich des Weilers Râu Vadului in der Flur „Cetate“ (deutsch: Festung), zwischen dem Fluss Olt und der Talstraße. Eine frühe Darstellung der Kastellruinen, insbesondere seiner Umfassung, findet sich in dem Werk Danubius Pannonico-Mysicus. Observationibus geographicis, astronomicis, hydrographicis, historicis, physicis perlustratus des italienischen Gelehrten Luigi Ferdinando Marsigli, das 1726 erstmals veröffentlicht wurde. Heute ist nichts mehr im Gelände vorhanden. Archäologische Untersuchungen des Befundes haben nie stattgefunden, über die dort stationierte Truppe ist nichts bekannt. Ihre Aufgabe wird in der Überwachung des Flusses, seiner Furten und der parallel des Flusses verlaufenden Straßenverbindung von der Donau nach Caput Stenarum bestanden haben. Die rumänische Limeskommission (Comisia Națională Limes) kam bei ihrer Bestandsaufnahme der nationalen Limesanlagen (im Rahmen der Bemühungen, den Dakischen Limes zum UNESCO-Weltkulturerbe erheben zu lassen) zu dem Ergebnis: Sunt informații puține pentru a face o evaluare (Es gibt zu wenige Informationen, um eine exakte Bewertung vorzunehmen).

## Denkmalschutz
Der Fundplatz steht nach der Regierungsverordnung Nr. 43/2000 als archäologische Verdachtsfläche unter Schutz und ist im Repertoriul Arheologic Național mit dem RAN-Code 169164.02. eingetragen. Zuständig sind das Ministerium für Kultur und nationales Erbe (Ministerul Culturii și Patrimoniului Național), insbesondere das Generaldirektorat für nationales Kulturerbe, die Abteilung für bildende Kunst sowie die Nationale Kommission für historische Denkmäler sowie weitere, dem Ministerium untergeordnete Institutionen. Ungenehmigte Ausgrabungen sowie die Ausfuhr von antiken Gegenständen sind in Rumänien verboten.